# 沈默君
沈默君（1924年1月—2009年8月），笔名迟雨，男，安徽寿县人，生于江苏常州，中国电影剧作家，一级编剧，曾任中国电影家协会理事。